# Moledo (Lourinhã)
Moledo is een plaats (freguesia) in de Portugese gemeente Lourinhã en telt 425 inwoners (2001).